# Roger Decock
Roger Decock   (Izegem, 20 d'abril de 1927 - Aarsele, 31 de maig de 2020) va ser un ciclista belga que fou professional entre 1949 i 1961. Durant la seva carrera professional aconseguí més de 40 victòries, destacant la París-Niça de 1951 i el Tour de Flandes de 1952.

## Palmarès
- 1949
  - Campió de Flandes Occidental
  - 1r a Desselgem
- 1950
  - 1r del Circuit dels 5 turons
  - 1r de la Brussel·les-Izegem
  - 1r a Nieuwerkerken
  - 1r a Wervik
  - 1r a Aspelare
- 1951
  - 1r al Campionat de Flandes
  - 1r a la París-Niça
  - 1r del Circuit de Flandes Occidental
  - 1r del Critèrium d'Alost
  - 1r a Dendelede
- 1952
  - 1r al Tour de Flandes
  - 1r al Critèrium de Louvain
- 1953
  - Vencedor d'una etapa a la Volta al Marroc
- 1954
  - 1r al Grote Scheldeprijs
  - 1r de la Brussel·les-Izegem
  - 1r a Renaix
  - 1r a Zele
  - 1r a Middelkerke
  - 1r a Steenhuize-Wijnhuize
  - 1r al Critèrium d'Hanret
  - 1r al Critèrium d'Alost
  - Vencedor de 3 etapes a la Volta a Bèlgica
- 1955
  - 1r a la Brussel·les-Ingooigem
  - 1r a Stene
- 1956
  - 1r a Bellegem
  - 1r a Roulers
- 1957
  - 1r a Wingene
  - 1r al Premi Nacional de Clausura
  - Vencedor d'una etapa a la Volta als Països Baixos
- 1958
  - 1r a Houthulst
- 1959
  - 1r al Circuit de Flandes Oriental
- 1960
  - 1r al Circuit de Flandes Central
  - 1r a Wingene

### Resultats al Tour de França
- 1951. 17è de la classificació general
- 1952. 38è de la classificació general

### Resultats al Giro d'Itàlia
- 1955. 73è de la classificació general

### Resultats a la Volta a Espanya
- 1958. Abandona (4a etapa)